# 泉州火车站综合交通枢纽
泉州火车站综合交通枢纽是福厦铁路泉州站附属的交通配套建筑。该枢纽原定2009年建设，2010年完工。但受制于该枢纽规划数次更改，以及泉州轨道交通规划变动等影响，该建筑开工时间几经延迟，最终于2017年3月30日开工，2019年1月10日投入运营。

## 概况

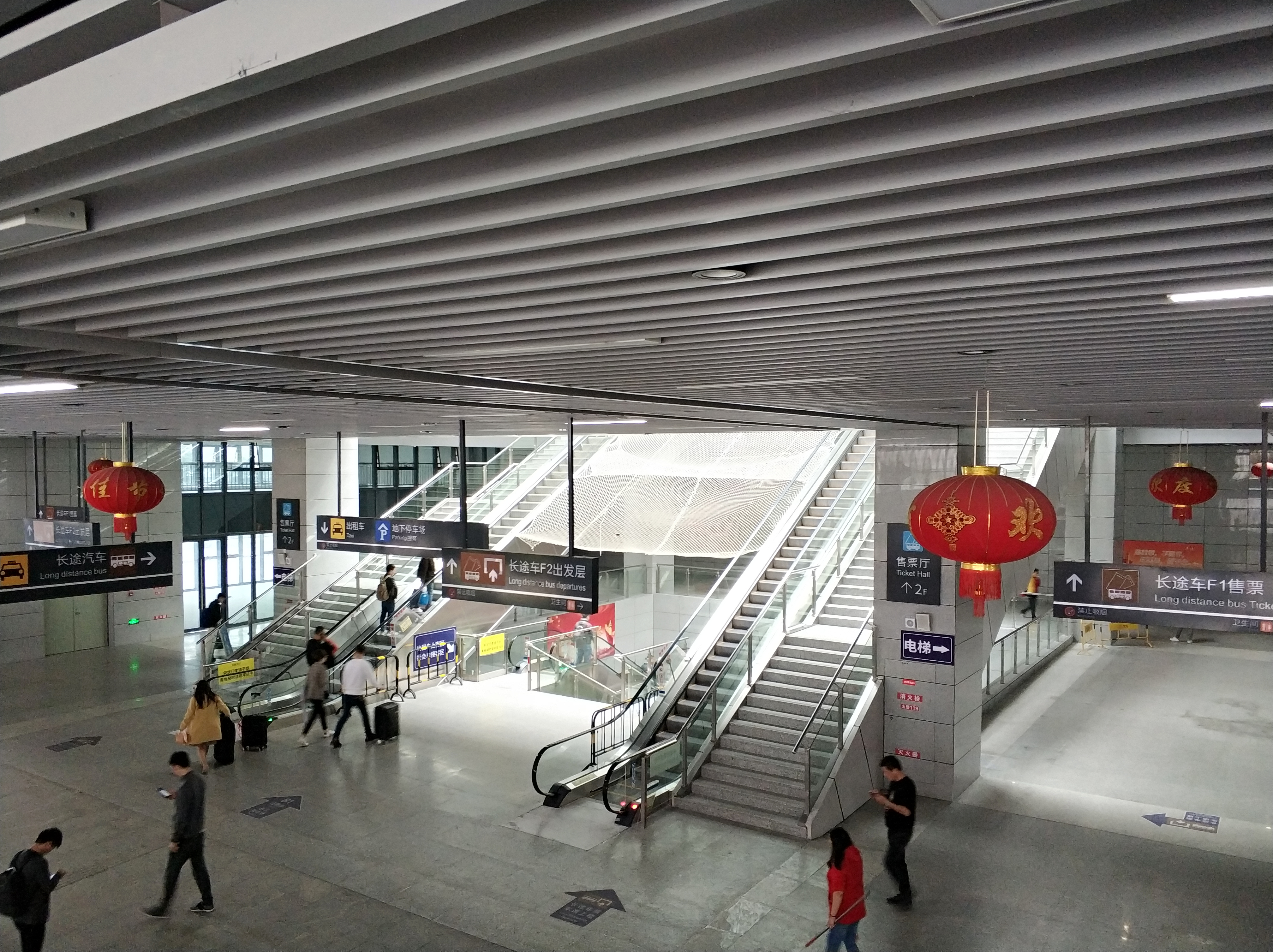
综合交通枢纽站大厅

该枢纽的站房总面积为23.07万平方米，其中分为3个区域：西侧综合交通枢纽站、站前广场、东侧预留发展地块等3个区域。其中：
- 西侧综合交通枢纽站用地：总面积13.42万平方米，主要规划建设客运站房、停车场、集散广场等交通设施及配套公共服务设施，以及一定的商业、办公、酒店等商业商务配套设施

- 站前广场：总面积6.43万平方米，主要结合城市轨道、停车、客流疏散等要求，对地下进行整体开发建设

- 东侧预留发展地块用地：总面积3.21万平方米，主要规划建设商业、酒店大楼。

## 历史

### 审批
- 2006年11月7日，第一版《泉州市火车站综合交通枢纽片区城市规划》通过专家组评审[3]，为该枢纽站规划之伊始
- 2009年7月，泉州火车站综合客运交通枢纽完成设计招投标[4]
- 2009年11月，北峰—丰州开发建设指挥部确定该枢纽站设计方案，并第一次提出于2010年初动工[5]。初期规划面积为344.64亩（约合22.93万平方米），初期设计人流量为1.1万（近期）/1.5万（远期）人次每日。466个社会车辆停车位与27个出租车停车位[6]
- 2011年7月，泉州市政府向省政府办公厅递交该枢纽规划修改意见，并第二次提出于该年度开工
- 2012年12月，泉州市交通运输集团第三次提出开工时间，改为2012年12月31日开工[7]，但受制于计划建设用地高压电走廊迟迟无法解决，2013年1月1日举行开工仪式后，再一次搁置
- 2016年1月，泉州火车站综合交通枢纽列入市发改委《2016年泉州市拟开工重点项目前期工作时间节点倒排计划表》，并第四次提出于2016年12月开工[8]
- 2016年4月29日，泉州市交通运输集团举行火车站综合交通枢纽重新设计招标，但因投标人不足3家，本次废标
- 2016年5月10日，泉州交通集团举行二次邀请招标，当日，由深圳市市政设计研究院有限公司获得本次标的
- 2016年8月16日，泉州市环保局发布泉州火车站综合交通枢纽项目环境影响报告书[9]
- 2016年8月31日，泉州市发改委批复该枢纽可行性研究报告，并同意建设泉州火车站综合交通枢纽项目[10]
- 2016年11月7日，市交通集团委托福建省招标采购集团有限公司举行该项目PPP招标，28日，由省五建、公路一公司，市路桥公司组成的联合竞标体以18.2亿元（折扣下浮后为13.6亿元人民币）获得本次标的
- 2016年11月18日，市发改委批复该枢纽初步设计[11]

### 建设
- 2017年3月30日，该枢纽正式开工[1]

### 运营
- 2019年1月10日，该枢纽开始投入运营[2]

## 结构
- 综合交通枢纽站

| 楼号 | 属性及用途                                                               | 结构（层数及高度） |
| ---- | ------------------------------------------------------------------------ | ------------------ |
| 3#   | 汽车站，1F为旅游集散中心；2F为候车大厅、站务办公；3F为餐饮店面           | 3F、21.9m          |
| 4#   | 办公楼，1F为派出所、办公、沿街商业店面；2~5F为办公                       | 5F、21.1m          |
| 5#   | 商业楼，1~3F为商业店面；4F为餐饮店面                                     | 4F、 21.1m         |
| 6#   | 酒店，1F为酒店大堂；2F为酒店自助餐厅；3F为酒店办公；4~14F为酒店客房      | 14F、58.8m         |
| 7#   | 精装SOHO，1F为大堂；2~14F为SOHO                                          | 14F、58.8m         |
| 8#   | 预留西侧综合交通枢纽站配套加油加气站                                     | 1F                 |
| 9#   | 维修、洗车及公交车司机休闲区，1F为洗车、修车，2F为办公区、3F为休闲活动室 | 3F、13.8m          |

地下部分：停车库、商业店面，高度为1层4.5m
- 站前广场

| 楼层 | 用途                                       | 输送量（预计）（万人次/日） | 结构（层数及高度） |
| ---- | ------------------------------------------ | --------------------------- | ------------------ |
| 1F   | 进站广场及地铁、地下停车场、地下商城进出口 |                             |                    |
| -1F  | 地铁售票大厅、商业店面、餐饮店面           |                             |                    |
| -2F  | 地铁1号线、3号线站台，停车库               |                             |                    |

有轨电车1号线始末站位于火车站1楼架空层东侧，也一并列入站前广场建设施工范围
- 东侧预留用地

| 楼号 | 属性及用途                                                                      | 结构（层数及高度） |
| ---- | ------------------------------------------------------------------------------- | ------------------ |
| 1#   | 商业楼，1~3F为商业店面                                                          | 3F、15.9m          |
| 2#   | 酒店，1F为酒店大堂；2F为酒店酒店特色餐厅、西餐厅；3F为酒店办公；4~14F为酒店客房 | 14F、58.8m         |

地下部分：停车库，高度为2层9m

## 线路
公交枢纽站
| 路线 号码 | 起点站／终点站                                      | 收费         | 首班                                        | 末班                                          | 所属公司         |
| --------- | --------------------------------------------------- | ------------ | ------------------------------------------- | --------------------------------------------- | ---------------- |
| 3路       | 福厦铁路泉州站 ↔ 泉州一院城东分院                   | 一票制¥1.0   | 福厦铁路泉州站：6:50 泉州一院城东分院：6:00 | 福厦铁路泉州站：23:40 泉州一院城东分院：22:10 | 公交集团城东公司 |
| 17路      | 福厦铁路泉州站 ↔ 泉州北附中学                       | 一票制¥1.0   | 福厦铁路泉州站：6:35 泉州北附中学：6:20     | 福厦铁路泉州站：22:40 泉州北附中学：21:55     | 公交集团江南公司 |
| 22路      | 福厦铁路泉州站 ↔ 院前公交站                         | 一票制¥1.0   | 福厦铁路泉州站：7:40 院前公交站：6:20       | 福厦铁路泉州站：18:00 院前公交站：18:40       | 公交集团江南公司 |
| 33路      | 福厦铁路泉州站 ↔ 温陵公交首末站                     | 一票制¥1.0   | 福厦铁路泉州站：7:35 温陵公交首末站：6:35   | 福厦铁路泉州站：18:45 温陵公交首末站：18:25   | 公交集团东海公司 |
| 39路      | 福厦铁路泉州站 ↔ 东宏路首末站                       | 一票制¥1.0   | 福厦铁路泉州站：7:00 东宏路首末站：7:00     | 福厦铁路泉州站：19:20 东宏路首末站：18:10     | 公交集团东海公司 |
| 45路      | 福厦铁路泉州站 ↔ 埭头公交站                         | 分段计价¥3.0 | 福厦铁路泉州站：6:50 埭头公交站：5:50       | 福厦铁路泉州站：22:50 埭头公交站：21:50       | 公交集团洛江公司 |
| 202路     | 福厦铁路泉州站 ↔ 客运中心站                         | 一票制¥1.0   | 福厦铁路泉州站：7:00 客运中心站：6:50       | 福厦铁路泉州站：19:55 客运中心站：19:00       | 公交集团环湾公司 |
| 203路     | 福厦铁路泉州站 ↔ 埭头公交站                         | 一票制¥1.0   | 福厦铁路泉州站：7:00 埭头公交站：7:00       | 福厦铁路泉州站：20:00 埭头公交站：20:10       | 公交集团环湾公司 |
| 308路     | 福厦铁路泉州站 ↔ 后井垄首末站                       | 一票制¥2.0   | 福厦铁路泉州站：7:00 后井垄首末站：7:00     | 福厦铁路泉州站：17:50 后井垄首末站：17:50     | 公交集团洛江公司 |
| K1路      | 福厦铁路泉州站 ↔ 港湾街首末站                       | 一票制¥1.0   | 福厦铁路泉州站：6:50 港湾街首末站：6:15     | 福厦铁路泉州站：23:00 港湾街首末站：22:00     | 公交集团东海公司 |
| K6路      | 福厦铁路泉州站 ↔ 仰恩大学第三校区                   | 一票制¥2.0   | 福厦铁路泉州站：7:40 仰恩大学第三校区：6:30 | 福厦铁路泉州站：18:10 仰恩大学第三校区：18:10 | 公交集团洛江公司 |
| K208路    | 福厦铁路泉州站 ↔ 洪濑车站                           | 分段计价¥5.0 | 福厦铁路泉州站：6:20 洪濑车站：7:30         | 福厦铁路泉州站：17:50 洪濑车站：19:00         | 公交集团环湾公司 |
| K507路    | 福厦铁路泉州站 ↔ 福厦高铁泉州东站                   | 分段计价¥4.0 | 福厦铁路泉州站：7:10 福厦高铁泉州东站：6:00 | 福厦铁路泉州站：20:00 福厦高铁泉州东站：18:30 | 公交集团台投公司 |
| K602路    | 福厦铁路泉州站 ↔ 泉州晋江国际机场 （原209路）       | 分段计价¥4.0 | 福厦铁路泉州站：7:00 泉州晋江国际机场：7:00 | 福厦铁路泉州站：19:30 泉州晋江国际机场：19:30 | 公交集团环湾公司 |
| K901路    | 福厦铁路泉州站 ↔ 石狮服装城客运站 （原208路）       | 分段计价¥7.0 | 福厦铁路泉州站：6:30 石狮服装城客运站：6:30 | 福厦铁路泉州站：19:10 石狮服装城客运站：19:00 | 公交集团环湾公司 |
| 旅游2路   | 福厦铁路泉州站 ↔ 院前公交站 （原2路）               | 一票制¥1.0   | 福厦铁路泉州站：7:15 院前公交站：6:15       | 福厦铁路泉州站：22:35 院前公交站：21:30       | 公交集团东海公司 |
| 南安161路 | 福厦铁路泉州站 ↔ 南安客运中心站 （原南安16、116路） | 分段计价¥8.0 | 福厦铁路泉州站：7:00 南安客运中心站：6:00   | 福厦铁路泉州站：19:20 南安客运中心站：18:10   | 南安闽兴公交     |